# توفیق حیدرزاده
توفیق حیدرزاده (متولد ۱۳۳۹) محقق، نویسنده، و مترجم ایرانی در زمینهٔ اخترشناسی و فیزیک و تاریخ علم است.
شهرت توفیق حیدرزاده بیشتر به عنوان مترجم و نویسندهٔ کتابهای علمی به زبان فارسی است. وی نقش مهمی در همگانی کردن علم در ایران، به ویژه ایجاد علاقه‌ به علم در چندین نسل از جوانان ایرانی داشته‌است. توفیق حیدرزاده در ایران سردبیر مجله دانشمند بود.

#### زندگینامه
توفیق حیدرزاده دکترای خود را در رشتهٔ تاریخ علم گرفته‌است و در دانشگاه کالیفرنیا در ریورساید تاریخ علم و فناوری و در کالج ریورساید اخترشناسی و فیزیک مفهومی تدریس می‌کند.

حوزهٔ پژوهشی توفیق حیدرزاده تاریخ علوم فیزیکی، به‌ویژه در زمینهٔ نجوم بعد از کپرنیک است.
او دکترای خود را در رشته تاریخ علم گرفته است.
توفیق حیدرزاده در ایران بین سال‌های ۱۳۶۵ و ۱۳۷۰ ویراستار و جانشین سردبیر مجله دانشمند بود.
در سال ۱۳۷۰ با همکارانش مجله نجوم را تأسیس کرد و تا شش سال بعد ـ پیش از مهاجرت به آمریکا ـ سردبیر مجله نجوم بود.
این مجله که اولین نشریه نجوم رصدی در منطقه است، هنوز هم منتشر می‌شود.
او همکار بخش نجوم مرکز میراث جهانی یونسکو است.

## آثار

### نویسنده
- کتاب تاریخ نظریه‌های فیزیکی ستاره‌های دنباله‌دار از ارسطو تا ویپل که توسط انتشارات بین‌المللی اسپرینگر منتشر شده‌است.[۲]
- کتاب تاریخ فناوری در دنیای پیشامدرن (History of Technology in the Pre-Modern World) که انتشارات دانشگاهی کانِلا آن را منتشر کرده است.

### مجلات
توفیق حیدرزاده سردبیر مجلات زیر بوده است:
- مجله دانشمند (سردبیر، ویراستار و جانشین سردبیر و نویسنده)
- مجله نجوم (سردبیر و مؤسس)

### ترجمه
- ساختار ستارگان و کهکشان‌ها اثر Paul W. Hodge ترجمهٔ توفیق حیدرزاده. * هاج، پاول، ساختار ستارگان و کهکشانها، ترجمه توفیق حیدرزاده، تهران: سازمان جغرافیایی و کارتوگرافی گیتاشناسی، چاپ دوم، ۱۳۷۲خ. چاپ اول. تهران: گیتاشناسی، خرداد ۱۳۶۸.. (پاول هاج (خرداد ۱۳۶۸)، ساختار ستارگان و کهکشان‌ها، ترجمهٔ توفیق حیدرزاده، تهران: گیتاشناسی چاپ دوم، ۱۳۷۲خ)
- مجموعه نگاهی به تاریخ علم، انسان در فضا نوشتهٔ آیزاک آسیموف. ترجمهٔ توفیق حیدرزاده.
- اخترشناسی پایه. نوشته‌ی Jacqueline Mitton, Simon Mitton. ترجمهٔ توفیق حیدرزاده. نام اصلی کتاب: The Young Oxford Book of Astronomy.

### مقالات
- همگانی کردن علم در ایران
- ‌ علم در خدمت دین: اسلام
- ‌ مهاجرت علمای ایران به امپراتوری عثمانی (و انتقال سنتهای مدارس ایرانی به آن سرزمین)
- مطبوعات ایران: مجله‌های علمی عمومی وسیله‌ای برای ترویج علم
- نقش رسانه‌های همگانی در ترویج زبان علم

## مرتبط
- ستاره‌شناسی در ایران
- ‌ نشر علم در ایران